# عزرا باوند
عزرا ويستون لوميس باوند (بالإنجليزية: Ezra Weston Loomis Pound) شاعر وناقد أمريكي مغترب، اعتبر أحد أهم شخصيات حركة شعر الحداثة في الأدب العالمي في أوائل وأواسط القرن العشرين، مشاركته الشعرية بدأت مع تطور التصويرية، وهي حركة مشتقة من الشعر الصيني والشعر الياباني وتشدد على الوضوح والدقة مع الاقتصاد باللغة.. أعماله تضم:
هجمات مضادة (Ripostes) في 1912 و هيو سيلوين موبيرلي (Hugh Selwyn Mauberley) في 1920 و 120مقطع ملحمي غير مكتمل بعنوان النشيد The Cantos من 1917-1969.

## الأسلوب
يتفق النقاد عمومًا على أن باوند كان شاعرًا غنائيًا قويًا لكنه رقيق على الرغم من ذلك، خاصة في أعماله الأولى مثل «زوجة تاجر النهر». وفقًا لوايتماير، فإن النمط الحديث واضح في عمله «المبارزات»، ويرى ناديل أدلةً على الحداثة حتى قبل أن يبدأ بكتابة «الكانتوس». أراد باوند أن يمثل شعره «عرضًا موضوعيًا للمواد التي اعتقد أنها تستطيع الوقوف بمفردها» دون استخدام الرمزية أو الرومانسية.
باعتماده على مجموعة متنوعة من التخصصات الأدبية، استخدم باوند عمدًا طبقات متجاورة مربكة، لكنها تجعل القارئ يصل إلى الاستنتاج المطلوب؛ فقد اعتقد باوند أن الرجل المفكر سيمتلك إحساسًا بالتنظيم وسيكشف الرمزية والهيكل الأساسيين. متجاهلًا القواعد والهياكل الفيكتورية والإدواردية، ابتكر باوند شكلًا فريدًا من الخطاب مستخدمًا كلمات ومفردات غريبة متجنبًا استخدام الأفعال ومعتمدًا على أساليب بلاغية مثل الإرداف.
علاقة باوند بالموسيقى ضرورية لشعره، على الرغم من أنه كان أصم النغمة وصوته يوصف بأنه «صاخب وأنفي وخشن». كتب مايكل إنغهام أن باوند ضمن قائمة الشعراء الذين امتلكوا إحساسًا بالصوت وأذنًا للكلمات، مما أضفى على شعره خاصية موسيقية. إن دراسته لشعر تيربادور -كلمات كُتِبَت لتُغنَّى- جعلته يعتقد أن الشعر الحديث يجب أن يُكتب بشكل مشابه. كتب أن الإيقاع هو «أصعب ما يمكن تزييفه في أسلوب الشخص». قارن إنغهام بنية الكانتوس بتقنية الفوغا؛ إذ استخدم باوند هذه التقنية دون التقيد الصارم بالقواعد، لكن مع استكشاف مواضيع متعددة في وقت واحد. كتب إنغهام كذلك أن استخدام باوند للطباق هو جزء لا يتجزأ من هيكل وتماسك الكانتوس، الذي كُتِبَ باستخدام طباق متعدد الأصوات وصور متجاورة ومواضيع غير خطية. قدم لنا القطع على هيئة أجزاء عند النظر إليها مجتمعة، سنرى القطع تتكشف لنا في الوقت المناسب مثل الموسيقى.

### التصويرية والدوامية
يختلف الرأي حول طبيعة أسلوب باوند. كتب ناديل أن التصويرية كانت لتغيير شعر باوند. كان رد فعل باوند، مثل ويندهام لويس، ضد الازدهار الزخرفي الموجود في الكتابة الإدواردية، قائلًا إن الشعر يتطلب استخدامًا دقيقًا واقتصاديًا للغة وأنه يجب على الشاعر دائمًا استخدام الكلمة الصحيحة وتجريد الكتابة من كل شيء إلا الجوهر الأساسي. وفقًا لناديل: «تطورت التصويرية كرد فعل ضد التجريد... مع استبدال العموميات الفيكتورية بالوضوح الموجود في شعر الهايكو الياباني وكلمات الأغاني اليونانية القديمة». كتب دانيال أولبرايت أن باوند حاول تكثيف وإزالة كل شيء إلا النواة والجوهر من القصيدة، كما فعل في القصيدة المكونة من سطرين «في محطة المترو». ومع ذلك، علم باوند أن التصويرية لم تصلح بشكل جيد لكتابة ملحمة، لذلك لجأ إلى الهيكل الأكثر ديناميكية من الدوامية في كتابة الكانتوس.

### الترجمات
تمثل ترجمات باوند جزءًا كبيرًا من عمله. بدأ حياته المهنية بترجمات القصص الأكستانية وانتهى بترجمة الشعر المصري. يقول ياو أن ترجمات الشعراء الحداثيين عمومًا، والتي بدأ باوند معظمها، تشكل بعض «أهم إنجازات الحداثية في اللغة الإنجليزية». كان باوند أول شاعر في اللغة الإنجليزية بعد جون درايدن الذي سبقه بنحو ثلاثة قرون، يعطي الأولوية للترجمة في الأدب الإنجليزي. إن اكتمال الإنجاز بالنسبة للحداثيين هو أنهم جددوا اهتمامهم بالتعددية الثقافية والتعددية اللغوية، وربما الأكثر أهمية، أنهم عاملوا الترجمة كما الأعمال الأصلية.
كتب مايكل ألكسندر أن باوند –كمترجم– كان رائدًا يتمتع بهبة لغوية عظيمة وذكاء حاد. ساعد في شعبية الشعراء الأساسيين مثل غويدو كافالكانتي ودو فو، وقدم الشعر البروفنسي والصيني إلى الجماهير الناطقة باللغة الإنجليزية. أعاد الاهتمام في الكلاسيكيات الكونفوشيوسية وقدم الغرب إلى الشعر والدراما اليابانية الكلاسيكية. قام بترجمة عن الكلاسيكيات اليونانية واللاتينية والأنجلو ساكسونية ودافع عنها، وساعد في إبقائها على قيد الحياة في وقت لم يعد فيه الشعراء يعتبرون الترجمات أمرًا أساسيًا في عملهم.
على عكس المترجمين الأمريكيين السابقين للشعر الصيني الذين استخدموا الأنماط المترية والخطابية الصارمة، اعتمد باوند في ترجماته لفينولوسا على الشعر الحر. ما تزال مسألة اعتبار القصائد ذات قيمة بعد ترجمتها مصدر جدل. يؤكد هيو كينر أنه يجب قراءة «كاثي» كعمل عن الحرب العالمية الأولى، وليس كمحاولة لترجمة القصائد الشرقية القديمة بدقة. يجادل كينر بأن الإنجاز الحقيقي للكتاب يكمن في الكيفية التي يجمع بها التأملات في العنف والصداقة مع محاولة «إعادة التفكير في طبيعة القصيدة الإنجليزية». يجادل كينر بأن هذه الترجمات الظاهرة للنصوص الشرقية القديمة هي في الواقع تجارب في القصائد الشعرية الآسرة لغرب مقاتل. يشرح الباحث مينغ شيه أن استخدام باوند للغة في ترجمته لقصيدة «البحار» متعمد، فهو تجنب «محاولة تمثيل العمل الأصلي في اللغة المعاصرة».

### الكانتوس/الأغاني
من الصعب فك رموز كتاب الكانتوس أو الأغاني. في قصيدته الملحمية، تجاهل باوند الأنواع الأدبية مستخدمًا الهجاء والترانيم والرثاء والمقالات والمذكرات. تعتقد ريبيكا بيسلي أنها ترقى إلى رفض النهج القومي في القرن التاسع عشر لصالح الأدب المقارن في أوائل القرن العشرين. يتخطى باوند الثقافات والفترات الزمنية، ويرتب المواضيع والقصص من عهد هوميروس وأوفيد ودانتي ومن توماس جيفرسون وجون آدامز، والعديد من الآخرين. يعرض العمل العديد من الأبطال على أنهم «مسافرون بين الدول». تقول بيسلي إن طبيعة الكانتوس هي المقارنة والقياس بين الفترات والثقافات التاريخية وضد «المعيار الباوندي» للحداثة.
رتب باوند في ملحمته طبقات من عدة ثقافات وفترات تاريخية كاتبًا بما يصل إلى 15 لغة مختلفة، ومستخدمًا اللغة العامية الحديثة واللغات الكلاسيكية والأيديوغرامات الصينية. يقول إيرا ناديل إن الكانتوس ملحمة وقصيدة تاريخية وأن «الشخصيات التاريخية تضفي مرجعية على النص»، وهي بمثابة مذكرات معاصرة، يختلط فيها «التاريخ الشخصي [و] والاستذكار الغنائي»، ويظهر ذلك بشكل واضح في أغاني بيزا. يرى مايكل إنغهام الكانتوس تقليدًا أمريكيًا للأدب التجريبي، إذ كتب عنه: «تشمل هذه الأعمال كل شيء ما عدا حوض المطبخ، ثم تعود وتضيف حوض المطبخ». في ستينيات القرن العشرين، وصف ويليام أوكونور الكانتوس بأنها مليئة بالعبارات الغامضة والمثيرة، والنكات القذرة، والفحش من مختلف الأنواع.
يعتقد آلين تيت أن القصيدة ليست عن أي شيء وهي بدون بداية أو وسط أو نهاية. يجادل بأن باوند كان غير قادر على التفكير المستمر و «تحت رحمة رحلات عشوائية من البصيرة الملائكية، مع انغماس إيكاري في التحيز غير الخاضع لرأي شامل تابع له». هذا النقص الملحوظ في الاتساق أو الشكل المنطقي هو نقد شائع للكانتوس. شعر باوند نفسه أن غياب الشكل هو فشله الكبير، وأعرب عن أسفه لأنه لا يستطيع جعل عمله متماسكًا.

## روابط خارجية
- عزرا باوند على موقع IMDb (الإنجليزية)
- عزرا باوند على موقع الموسوعة البريطانية (الإنجليزية)
- عزرا باوند على موقع مونزينجر (الألمانية)
- عزرا باوند على موقع ميوزك برينز (الإنجليزية)
- عزرا باوند على موقع إن إن دي بي (الإنجليزية)
- عزرا باوند على موقع ديسكوغز (الإنجليزية)